# Tithraustes basalis
Tithraustes basalis är en fjärilsart som beskrevs av W. Warren 1900. Tithraustes basalis ingår i släktet Tithraustes och familjen tandspinnare. Inga underarter finns listade i Catalogue of Life.